# Adam Taylor Gordon
Adam Taylor Gordon, né le 20 juin 1993 à Los Angeles (Californie), est un acteur américain.

## Filmographie
- 2003 : Wuthering Heights, de Suri Krishnamma (TV)
- 2003 : I Want a Dog for Christmas, Charlie Brown, de Larry Leichliter et Bill Melendez (TV) (voix)
- 2003 : Treize à la douzaine (Cheaper by the Dozen), de Shawn Levy
- 2004 : Cellular, de David R. Ellis
- 2006 : Le Jardin du mal (The Garden), de Don Michael Paul
- 2006 : The Legend of William Tell, de Fred Olen Ray (vidéo)